# Ambelokipi-Menemeni
Ambelokipi-Menemeni (gr. Δήμος Αμπελοκήπων-Μενεμένης, Dimos Ambelokipon-Menemenis) – gmina w Grecji, w administracji zdecentralizowanej Macedonia-Tracja, w regionie Macedonia Środkowa, w jednostce regionalnej Saloniki. W 2011 roku liczyła 52 127 mieszkańców. Powstała 1 stycznia 2011 roku w wyniku połączenia dotychczasowych gmin Ambelokipi i Menemeni. Siedzibą gminy jest Ambelokipi.